# Список номеров комикса «Экслибриум»
«Эксли́бриум» — серия комиксов в жанре городского фэнтези о похождениях молодой девушки Лилии Романовой в мире литературных магов, публиковавшаяся российским издательством Bubble Comics с октября 2014. по декабрь 2018 года. Первый выпуск комикса увидел свет 20 октября того же года; последующие издания «Экслибриума» как правило также датировались двадцатыми числами, но имели место исключения, потому что некоторые выходили на несколько дней раньше обычного срока, а другие — на день позже. Первого октября 2015 года вышел первый том комикса, собравший в себе первые пять выпусков. Впоследствии другие номера также выходили в составе сборников. Каждый том получал допечатку с альтернативной обложкой. Помимо самих комиксов в издания были включены дополнительные материалы: комментарии создателей, скетчи и зарисовки персонажей, локаций, эскизы обложек и их неиспользованные варианты. В октябре 2019 года начало выходить продолжение «Экслибриума», серия «Экслибриум: Жизнь вторая».

## Список номеров

### Экслибриум
| № | Заглавие             | Сценарист(ы)                 | Художник(и)                                | Колорист(ы)                                                                    | Дата выхода      | ISBN                   |
| --- | -------------------- | ---------------------------- | ------------------------------------------ | ------------------------------------------------------------------------------ | ---------------- | ---------------------- |
| 1 | ...И дверь откроется | Наталия Девова               | Андрей Родин Андрей Васин Алина Ерофеева   | Маргарита Каблукова Татьяна Якубец Verschroben Melna                           | 1 октября 2015   | ISBN 978-5-9907068-1-1 |
| Список номеров: - 1. …И дверь откроется — часть 1 - 2. …И дверь откроется — часть 2 - 3. …И дверь откроется — часть 3 - 4. …И дверь откроется — часть 4 - 5. …И дверь откроется — часть 5 |                      |                              |                                            |                                                                                |                  |                        |
| По заданию Ордена Книгочеев, задачей которого является охрана границ между реальным миром и миром художественных произведений, двое его магов — обычный человек Александр Алиновский вместе с оживлённым художественным персонажем Артуром по прозвищу Соловей — преследуют сбежавших из книги Красную Шапочку и Волка в попытке вернуть их обратно. На пути Красной Шапочке попадается шедшая на подготовительные занятия в институт девушка Лилия Романова, которая оказывается заражена чернилами (кровью) литературного персонажа и невольно оказывается в гуще событий. Подоспевшие Александр и Артур спасают Лилю от Волка, успевшего съесть Красную Шапочку и её бабушку, также попавшую в реальность. Вместе им удаётся остановить буйного литературного персонажа и вернуть беглецов обратно в книгу. |                      |                              |                                            |                                                                                |                  |                        |
| № | Заглавие             | Сценарист(ы)                 | Художник(и)                                | Колорист(ы)                                                                    | Дата выхода      | ISBN                   |
| 2 | Костяной дом         | Наталия Девова               | Алина Ерофеева Андрей Родин                | Анна Синицына Алина Литвиненко Татьяна Якубец Юлия Шевцова Маргарита Каблукова | 13 марта 2016    | ISBN 978-5-9907605-1-6 |
| Список номеров: - 6. Костяной дом — часть 1 - 7. Костяной дом — часть 2 - 8. Костяной дом — часть 3 - 9. Люди библиотеки — часть 1 - 10. Люди библиотеки — часть 2 |                      |                              |                                            |                                                                                |                  |                        |
| Лиле приходится пройти процесс «закрытия» — ритуал, предназначенный для выведения попавших внутрь человека чернил, из-за которых к нему начинают притягиваться книги, подчинить силу чернил себе и узнать их цвет, т.е. тип способностей. Во время ритуала героиня попадает в иную реальность, где перед ней предстаёт дом из костей. Вдруг на Лилю начинает нападать собственная тень. Не без проблем ей удаётся прийти в сознание и вывести из себя чернила, после чего Ангелина Евгеньевна, возглавляющая Московскую библиотеку (штаб Ордена), предлагает Лиле обучаться в Ордене книгочеев, и девушка соглашается. |                      |                              |                                            |                                                                                |                  |                        |
| № | Заглавие             | Сценарист(ы)                 | Художник(и)                                | Колорист(ы)                                                                    | Дата выхода      | ISBN                   |
| 3 | Меж трёх огней       | Наталия Девова Роман Котков  | Андрей Родин Алина Ерофеева                | Маргарита Каблукова Юлия Шевцова Анна Сидорова                                 | 29 сентября 2016 | ISBN 978-5-9908270-5-9 |
| Список номеров: - 11. Благими намерениями — часть 1 - 12. Благими намерениями — часть 2 - 13. Благими намерениями — часть 3 - 14. Благими намерениями — часть 4 - 15. Меж трёх огней — часть 1 - 16. Меж трёх огней — часть 2 - 17. Меж трёх огней — часть 3 |                      |                              |                                            |                                                                                |                  |                        |
| Лиля впервые участвует в задании по поимке сбежавших из книг персонажей, узнаёт тонкости работы Ордена, а также то, что библиотени — с виду безобидные помощники книгочеев — ранее были людьми, заражёнными чернилами, которым не удалось пройти обряд инициации в Костяном доме. Позже ученики Ордена книгочеев помогают членам Магического чрезвычайного комитета выследить Булата Гаджиева, неизвестного в капюшоне, использовавшего «Молот ведьм», древний и могущественный фолиант, при нападении на штаб дружественной организации. Книгочеям удаётся одолеть дух Генрикуса Инститора, который заточён в книге, и вытащить из неё камень Силы. |                      |                              |                                            |                                                                                |                  |                        |
| № | Заглавие             | Сценарист(ы)                 | Художник(и)                                | Колорист(ы)                                                                    | Дата выхода      | ISBN                   |
| 4 | Соль на рану         | Наталия Девова               | Алина Ерофеева Андрей Родин Юлия Журавлева | Виктория Карась Мария Васильева Маргарита Каблукова Анна Мозайкина             | 28 июля 2017     | ISBN 978-5-9908710-0-7 |
| Список номеров: - 18. Не сахар - 19. Суд - 20. Соль на рану — часть 1 - 21. Соль на рану — часть 2 - 22. Соль на рану — часть 3 - 23. Жить дальше |                      |                              |                                            |                                                                                |                  |                        |
| Книгочеи собираются на суд над сбежавшими ранее персонажами. Хотя удаётся выведать нужную им информацию, из-за долгого пребывания вне книги мутирует один из персонажей, и Якову, члену Круга, приходится убить мутанта. Жестокое убийство оставляет отпечаток на душе у Лили, и чтобы успокоить девушку и объясниться, Александр решает рассказать печальную историю, приключившуюся с ним полгода назад. В канун Нового Года наткнулся он на необычного персонажа — девушку-воительницу Агату. Она часто выходила из своей книги, осознавая, что является её персонажем, прогуляться по иному для себя миру. Поначалу Саша предостерегал Агату, объясняя необходимость возвращения и последующего запечатывания книги, вследствие чего все её воспоминания о внешнем мире должны были исчезнуть. Девушка соглашалась, однако проникнувшийся уважением и сочувствием к персонажу, которому раз за разом приходится проживать момент своей смерти в книге, Саша попытался помочь ей остаться в реальном мире. Ситуация вышла из-под контроля: героиня стала мутировать, а попытка вернуть её в книгу обернулась провалом — из романа начали вылезать остальные герои, также мутировавшие. В конечном итоге вторжение удалось остановить, однако тогда погиб друг Саши и многие другие книгочеи. |                      |                              |                                            |                                                                                |                  |                        |
| № | Заглавие             | Сценарист(ы)                 | Художник(и)                                | Колорист(ы)                                                                    | Дата выхода      | ISBN                   |
| 5 | Вот дом, который…    | Наталия Девова               | Юлия Журавлева Константин Тарасов          | Анна Мозайкина Expie Ai                                                        | 28 сентября 2017 | ISBN 978-5-9500084-4-3 |
| Список номеров: - 24. Моно - 25. Вот дом, который… — часть 1 - 26. Вот дом, который… — часть 2 - 27. С новым счастьем - 28. Невинная история — часть 1 - 29. Невинная история — часть 2 |                      |                              |                                            |                                                                                |                  |                        |
| В томе повествуется история Киры, мага монохрома и обладателя чёрных чернил; Никиты, книгочея с красными чернилами; Лизы, обычного человека; её дяди, Николая; другой версии книжного персонажа Агаты; и книгочея Владимира, убившего брата Киры, Кая. История начинается с того, что Никита и Лиза успешно находят и захватывают Владимира, после чего доставляют в дом к Николаю и Кире, и запирают его там. Как выясняется, Владимир отслеживал и убивал магов монохрома; одной из его жертв стал брат Киры, Кай. В плену Владимира допрашивают, чтобы узнать, куда он подевал принадлежащий Каю белый цвет, один из тонов монохрома. Кира придумывает план выведать правду: она пишет рассказ, который позволит ей заглянуть в воспоминания Владимира. Они попадают внутрь рассказа, и пока Кира путешествует по воспоминаниям Владимира, персонажи рассказа медленно начинают мутировать. Узнав необходимую информацию, Кира и её сотоварищи поспешно ретируются из мутировавшего рассказа. Оказывается, Владимир мог передать цвет Кая юной Лиле Романовой, так как раньше он был её наставником. Тем временем Лиля находит непонятно как возникший особняк у станции метро «Сокол», который, как выясняется, вышел из фанфика по игре The Sims, а в самой книге оказалась заперта её автор после попытки переписать судьбу героев произведения. После вызволения автора Соловей кусает её, заразив чернилами. |                      |                              |                                            |                                                                                |                  |                        |
| № | Заглавие             | Сценарист(ы)                 | Художник(и)                                | Колорист(ы)                                                                    | Дата выхода      | ISBN                   |
| 6 | Бумажный порез       | Наталия Девова               | Юлия Журавлева Константин Тарасов          | Анна Мозайкина Юлия Журавлева Expie Ai                                         | 1 апреля 2018    | ISBN 978-5-9500621-0-0 |
| Список номеров: - 30. Бумажный порез — часть 1 - 31. Бумажный порез — часть 2 - 32. Морок — часть 1 - 33. Морок — часть 2 - 34. Морок — часть 3 |                      |                              |                                            |                                                                                |                  |                        |
| В Библиотеке появляется новый преподаватель, Юрий Аркадьевич, который учит студентов новой технологии — использовать силу своих чернил с помощью бумаги в качестве проводника. Для этого он говорит студентам изготовить собственные записные книжки, из которых необходимо брать бумагу для заклинаний. После этого преподаватель устраивает экзамен в виде спарринга между студентами, где нужно использовать бумагу, а Лилии попадается Инга в качестве противника. Несмотря на сомнения, Лилии удаётся придумать способ использования бумаги в бою. Вскоре Юрий Аркадьевич посылает студентов в книгу Говарда Лавкрафта для выполнения практики. Управляющим гостиницы в книге оказывается маг-книгочей, который проводит эксперимент — как сильно можно вмешиваться в сюжет книги, чтобы она не сошла с ума. В итоге ребятам удаётся вытащить из книги мага и спастись самим. |                      |                              |                                            |                                                                                |                  |                        |
| № | Заглавие             | Сценарист(ы)                 | Художник(и)                                | Колорист(ы)                                                                    | Дата выхода      | ISBN                   |
| 7 | Сказочке конец       | Анна Булатова Наталия Девова | Марина Привалова Константин Тарасов        | Юлия Логанова Expie Ai                                                         | 4 октября 2018   | ISBN 978-5-6041510-7-5 |
| Список номеров: - 35. Хозяйка дорог — часть 1 - 36. Хозяйка дорог — часть 2 - 37. Хозяйка дорог — часть 3 - 38. Сказочке конец — часть 1 - 39. Сказочке конец — часть 2 - 40. Сказочке конец — часть 3 |                      |                              |                                            |                                                                                |                  |                        |
| Лилия и её товарищи попадают в книгу «Приключения Тома Сойера», но не могут из неё выбраться — за ними охотится индеец Джо, которого подослала некая «Хозяйка дорог». Хозяйка дорог — персонаж, кочующий из книги в книгу, однажды решила обзавестись спутником в лице Джо, и для этого убила Тома Сойера. Чтобы заменить Тома в сюжете книги, и книга не сошла с ума, она решила взять Матвея в плен и заточить его в книге, но героям удаётся её остановить. Пока Лилия и её друзья отдыхают в лазарете, Рита и Женя отправляются в «Сказки об Иванушке-дурачке» и встречают в ней Никиту и Лизу, приспешников Киры, явно подстроивших безумие книги. Обезумевший Иванушка убивает убивает Никиту и Риту. |                      |                              |                                            |                                                                                |                  |                        |
| № | Заглавие             | Сценарист(ы)                 | Художник(и)                                | Колорист(ы)                                                                    | Дата выхода      | ISBN                   |
| 8 | Переворот            | Наталия Девова               | Константин Тарасов Джамиля Зульпикарова    | Expie Ai Роман Титов                                                           | 17 мая 2019      | ISBN 978-5-6041511-8-1 |
| Список номеров: - 41. Переворот — часть 1 - 42. Переворот — часть 2 - 43. Возвращение — часть 1 - 44. Возвращение — часть 2 - 45. Возвращение — часть 3 |                      |                              |                                            |                                                                                |                  |                        |
| Кира привлекает внимание книгочеев, и те её арестовывают вместе с сопровождавшим её Владимиром, но она выпускает Агату прямо в Библиотеке, где её собрались судить. Кира с Агатой захватывает Круг Книгочеев и, испортив книгу Соловья и заставив его мутируют, толкают Ангелину Евгеньевну на то, чтобы сдать им Лилию. Лилия, столкнувшись с Кирой, сражается с ней и пробуждает в себе силу белого монохрома, что даже меняет ей внешность и добавляет ей белые пряди волос. Кира устраивает свой суд над книгочеями Ордена. |                      |                              |                                            |                                                                                |                  |                        |
| № | Заглавие             | Сценарист(ы)                 | Художник(и)                                | Колорист(ы)                                                                    | Дата выхода      | ISBN                   |
| 9 | Светлая полоса       | Наталия Девова               | Константин Тарасов Джамиля Зульпикарова    | Expie Ai Роман Титов                                                           | 3 октября 2019   | ISBN 978-5-6041511-8-1 |
| Список номеров: - 46. Светлая полоса — часть 1 - 47. Светлая полоса — часть 2 - 48. Светлая полоса — часть 3 - 49. Светлая полоса — часть 4 - 50. Светлая полоса — часть 5 |                      |                              |                                            |                                                                                |                  |                        |
| Оказывается, утверждённый Орден книгочеев восполняют люди Костяного дома, который является ничем иным, как обществом Древних магов — самых первых книгочеев. Для поддержания могущества им требовалась энергия чернил, находящаяся в заражённых людях; тогда как Кира и Кай, которых использовали книгочеи для достижения цели, оказывали определённое воздействие на человека, чтобы получился желаемый цвет. Охотившийся за Кирой Владимир, передавший цвет Кая Лиле, заключил союз с Ангелиной Евгеньевной. Она подстроила попадание Лили в Орден книгочеев, чтобы иметь около себя держателя белых чернил, а когда будут найдены чёрные чернила, Владимир и Ангелина использовали бы силу монохрома, чтобы вырваться из-под контроля Круга. Закончив рассказ, Кира просит Лилю помочь уничтожить Костяной дом, чтобы высвободиться от его влияния, после чего все лишаться чернил и, соответственно, суперспособностей. Лиля соглашается и передаёт Кире свои белые чернила. Успешно совершив затеянное, Кира подвергается нападению Агаты. Агата убивает Киру и забирает её чернила вместе со способностями. Так как все герои с цветными чернилами потеряли свои способности, единственным кто сохранил суперсилы стала Агата. Она предстаёт перед бывшими книгочеями и объявляет, что будет мстить людям за все невзгоды, которые пришлось терпеть литературным персонажам                                    |                      |                              |                                            |                                                                                |                  |                        |

### Экслибриум: Жизнь вторая
| № | Заглавие       | Сценарист(ы)   | Художник(и)                                          | Колорист(ы)                             | Дата выхода     | ISBN                   |
| --- | -------------- | -------------- | ---------------------------------------------------- | --------------------------------------- | --------------- | ---------------------- |
| 1 | Безвозвратно   | Наталия Девова | Константин Тарасов                                   | Наталия Мартинович                      | 26 апреля 2020  | ISBN 978-5-6042726-2-6 |
| Список номеров: - Жизнь вторая - 1. Безвозвратно — часть 1 - 2. Безвозвратно — часть 2 - 3. Безвозвратно — часть 3 - 4. Безвозвратно — часть 4 |                |                |                                                      |                                         |                 |                        |
| После атаки Киры на Орден книгочеев и предательства со стороны Агаты последняя приобретает невероятные способности, позволяющие ей переписывать реальность по собственному желанию. Лилия Романова, её друзья и частично разрушенный Орден книгочеев пытаются найти Агату, прежде чем она воспользуется своей властью. Однако сама Агата не спешит менять реальность — вместо этого она пленит авторов своей книги: молодую писательницу Елену и её заказчика Аполлона. Она запечатывает их в свою книгу, чтобы те на собственном опыте прочувствовали все страдания, через которые пришлось пройти ей самой. Агата работает не в одиночку: к ней присоединяется бывшая глава Настоящей Московской Библиотеки Ангелина Евгеньевна, пытающаяся воскресить своего персонажа Соловья, погибшего во время атаки на Орден. У неё получается, но, несмотря на все старания, Соловей теряет большую часть воспоминаний о своей прошлой жизни. Книгочеям удаётся узнать об этом, а также найти их логово — постоянно перемещающегося Дракона в форме автобуса. |                |                |                                                      |                                         |                 |                        |
| № | Заглавие       | Сценарист(ы)   | Художник(и)                                          | Колорист(ы)                             | Дата выхода     | ISBN                   |
| 2 | Купель дракона | Наталия Девова | Андрей Родин Джамиля Зульпикарова                    | Маргарита Каблукова Аделя Адиенова      | 22 ноября 2020  | ISBN 978-5-6042726-4-0 |
| Список номеров: - 5. Купель дракона — часть 1 - 6. Купель дракона — часть 2 - 7. Купель дракона — часть 3 - 8. Замкнутый |                |                |                                                      |                                         |                 |                        |
| Пока книгочеи готовят нападение с целью освободить похищенных авторов, сами Елена и Аполлон пытаются выжить в недружелюбных условиях книги. На них нападает стая волков-оборотней, и от неминуемой гибели их спасает незнакомец, вооружённый косой. Незнакомцем оказывается Кира, лишённая силы монохрома. Она воскрешена Агатой и заточена в её книге. Без своей силы Кира быстро взрослеет из девочки-подростка в молодую женщину. Все трое помогают друг другу, и в итоге им удаётся сбежать из заточения. |                |                |                                                      |                                         |                 |                        |
| № | Заглавие       | Сценарист(ы)   | Художник(и)                                          | Колорист(ы)                             | Дата выхода     | ISBN                   |
| 3 | Щепки          | Наталия Девова | Константин Тарасов                                   | Наталия Мартинович                      | 8 марта 2021    | ISBN 978-5-6044313-1-3 |
| Список номеров: - 9. Щепки — часть 1 - 10. Щепки — часть 2 - 11. Щепки — часть 3 - 12. Щепки — часть 4 |                |                |                                                      |                                         |                 |                        |
| Раскрывается прошлое Лизы, ставшей одной из книгочеев Библиотеки: она жила в обычной московской семье, а её мать пропала во время инцидента в институте, где она преподавала. Её отец Николай, отчаявшись, провёл расследование и узнал о книгочеях, начав подозревать студентов и преподавателей в колдовстве. Отчаявшись, что её отец не придёт в норму, Лиза со скандалом сбегает из дома и встречает своего одноклассника Никиту, который много лет назад признался ей в чувствах, но исчез, и он знает, куда исчезла её мать. Он говорит, что она была книгочеем и погибла в бою с персонажем — Агатой. Лиза и её отец собираются отомстить Агате, попав в её книгу, но Агата оказывается не тем самым сбежавшим персонажем. Покинув книгу, они находят Киру. |                |                |                                                      |                                         |                 |                        |
| № | Заглавие       | Сценарист(ы)   | Художник(и)                                          | Колорист(ы)                             | Дата выхода     | ISBN                   |
| 4 | Праздник жизни | Наталия Девова | Константин Тарасов Алина Ерофеева                    | Виктория Виноградова Наталия Мартинович | 30 июля 2021    | ISBN 978-5-6044312-2-1 |
| Список номеров: - 13. Точка сборки — часть 1 - 14. Точка сборки — часть 2 - 15. Праздник жизни — часть 1 - 16. Праздник жизни — часть 2 - 17. Праздник жизни — часть 3 - 18. Праздник жизни — часть 4 |                |                |                                                      |                                         |                 |                        |
| Лилия обнаруживает местоположение логово дракона-автобуса Агаты, и герои решают отвлечь противника, чтобы спасти заточённых авторов. Для этого новая глава библиотеки Татьяна Александровна выпускает на волю Владимира и инсценируют на него нападение, чтобы выманить Ангелину Евгеньевну. Ангелина, видя, что её другу грозит опасность, появляется на поле боя и спасает его. Пока между Ангелиной и книгочеями разгорается бой, Лиля с друзьями нападает на след Елены и Аполлона, однако слишком поздно — те уже успели самостоятельно покинуть книгу. Герои возвращаются в реальность и попадают на фестиваль комиксов и косплея, где со сцены Елена и Аполлон представляют настоящую Агату посетителям. Саша и Матвей думают, как поймать Агату, но Лилия нападает на неё и своими лучами из глаз убивает толпу посетителей. Оказывается, герои попали не в настоящий мир, и в сюжет внутри сюжета, написанный Еленой и Аполлоном. Книгочеи атакуют Агату, а та натравливает на них двойников-персонажей. Лиля выпускает стрелу в Агату, но та вдруг протыкает шею Лены, своей создательницы, но Инга и Аполлон успешно её лечат. Лаврентий Павлович вытаскивает всех героев из книги, но они обнаруживают, что на улице идёт дождь из чернил. |                |                |                                                      |                                         |                 |                        |
| № | Заглавие       | Сценарист(ы)   | Художник(и)                                          | Колорист(ы)                             | Дата выхода     | ISBN                   |
| 5 | Венец творения | Наталия Девова | Тамара Петросян Джамиля Зульпикарова Анна Шадрина    | Наталия Мартинович Карина Ахметвалиева  | 22 октября 2021 | ISBN 978-5-6046886-1-8 |
| Список номеров: - 19. Венец творения — часть 1 - 20. Венец творения — часть 2 - 21. Венец творения — часть 3 - 22. Бабочки в горсти |                |                |                                                      |                                         |                 |                        |
| Показаны события непосредственно после концовки «Экслибриума». Агата, обретя силу обоих цветов монохрома, оживляет Германа, персонажа из своей книги, с которым была близка по сюжету. Во время прогулок с Германом по Москве Агата выясняет, что монохром даёт ей власть над реальностью, но не над временем. Герману не нравится то, что Агата получила такое могущество, и наносит ей удар в спину, как и в концовке сюжета своей книги, на что Агата предлагает найти авторов книги и выяснить, можно ли это исправить. Тем временем Лилия и её друзья устраивают своеобразные «похороны» и траур по Соловью, на котором дают друг другу клятву не умирать. |                |                |                                                      |                                         |                 |                        |
| № | Заглавие       | Сценарист(ы)   | Художник(и)                                          | Колорист(ы)                             | Дата выхода     | ISBN                   |
| 6 | Чёрные капли   | Наталия Девова | Анастасия Афонина Джамиля Зульпикарова               | Анна Антощенкова Карина Ахметвалиева    | 7 апреля 2022   | ISBN 978-5-907553-39-2 |
| Список номеров: - 23. Петля — часть 1 - 24. Петля — часть 2 - 25. Чёрные капли — часть 1 - 26. Чёрные капли — часть 2 - 27. Чёрные капли — часть 3 |                |                |                                                      |                                         |                 |                        |
| Сёстры-книгочеи Тамара и Варвара из семьи Леска, аристократического рода книгочеев, имеющего фиолетовый цвет чернил и способность управлять временем, возвращаются домой навестить семью, но мать заточает их в клетке, останавливающей время, чтобы спасти. Лилия, Матвей, Инга, Кира и Саша хотят остановить дождь из чернил, чтобы предотвратить заражение чернилами обычных людей. Под дождём друзья теряют друг друга: Саша сталкивается с Соловьём, Матвей — с драконом, а Лилия с Владимиром. |                |                |                                                      |                                         |                 |                        |
| № | Заглавие       | Сценарист(ы)   | Художник(и)                                          | Колорист(ы)                             | Дата выхода     | ISBN                   |
| 7 | Новоселье      | Наталия Девова | Наталья Мартинович Джамиля Зульпикарова Андрей Родин | Маргарита Каблукова Карина Ахметвалиева | 1 октября 2022  | ISBN 978-5-907553-89-7 |
| Список номеров: - 28. Чёрные капли — часть 4 - 29. Чёрные капли — часть 5 - 30. Новоселье — часть 1 - 31. Новоселье — часть 2 - 32. Новоселье — часть 3 |                |                |                                                      |                                         |                 |                        |
| Огромная туча над городом, испускающая капли дождя, оказывается монстром-Агатой из книги, где были заточены Елена и Аполлон, а настоящая Агата пыталась её сдерживать. Лиля делает выстрел, чтобы покончить с Агатой. Кира, Саша, Инга и Соловей попадают в кокон из теней, где вынуждены заново пережить события своего прошлого. Кира осознаёт, что эти видения не связаны с реальностью, и приходит к выводу, что кому-то из друзей придётся стать новым Костяным Домом — по итогу им становятся Кира и Саша, принёсшие себя в жертву. |                |                |                                                      |                                         |                 |                        |